# Vredenburgh (Amsterdam)

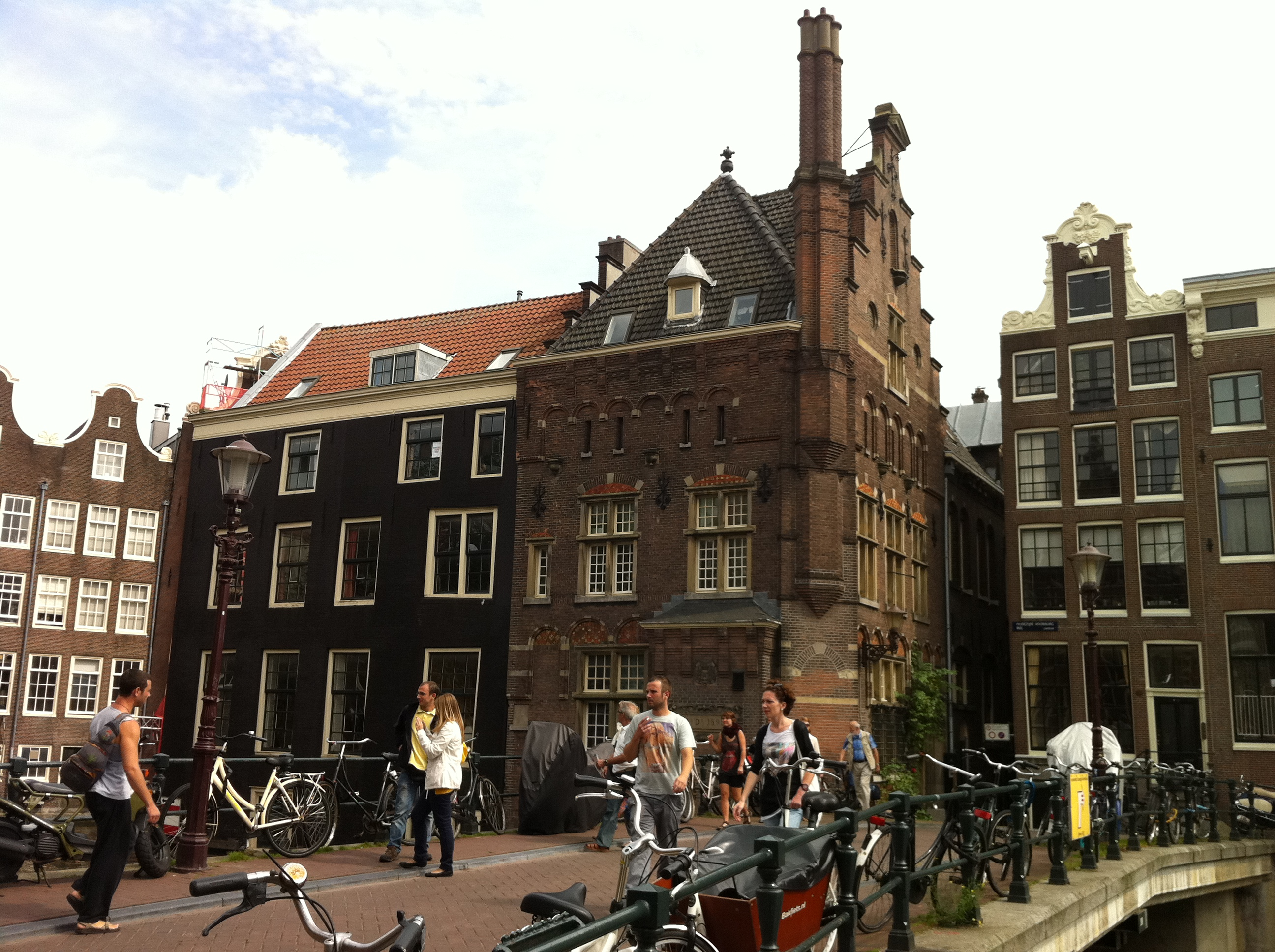
Vredenburgh in augustus 2011

Vredenburgh is een rijksmonument in Amsterdam, gelegen aan de Vredenburgersteeg, op de noordelijke punt van het Oudezijds Eiland in het centrum van Amsterdam, waarvan de oudste delen uit de 15e eeuw dateren.

## Rooms-katholiek Amsterdam
Vredenburgh heeft alles te maken met de geschiedenis van het rooms-katholieke volksdeel van Amsterdam. Vredenburgh heeft zo een directe relatie met de nabijgelegen Oude Kerk, de schuilkerk Onze Lieve Heer op Solder en de Sint-Nicolaasbasiliek uit 1887 aan de Prins Hendrikkade, die pontificaal boven Vredenburgh en de bebouwing van de Zeedijk en Oudezijds Kolk uittorent.

## Sint Nicolaas

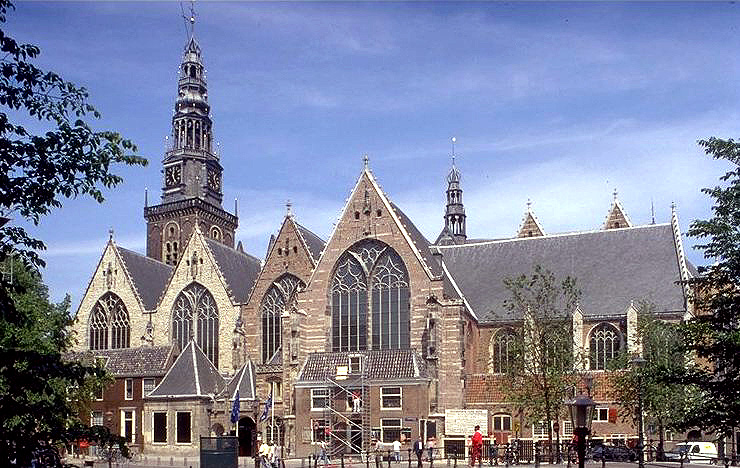
De Oude Kerk.

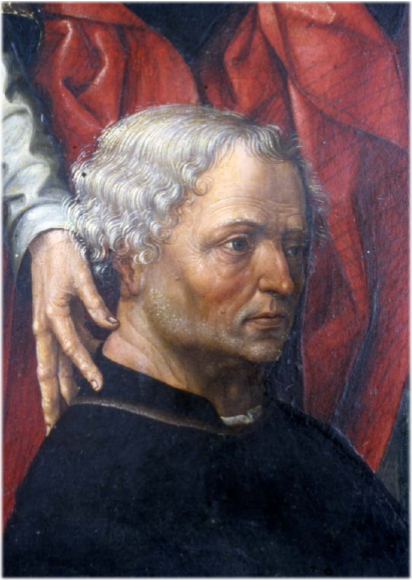
Andries Boelens op een schilderij van Jacob Cornelisz. van Oostsanen

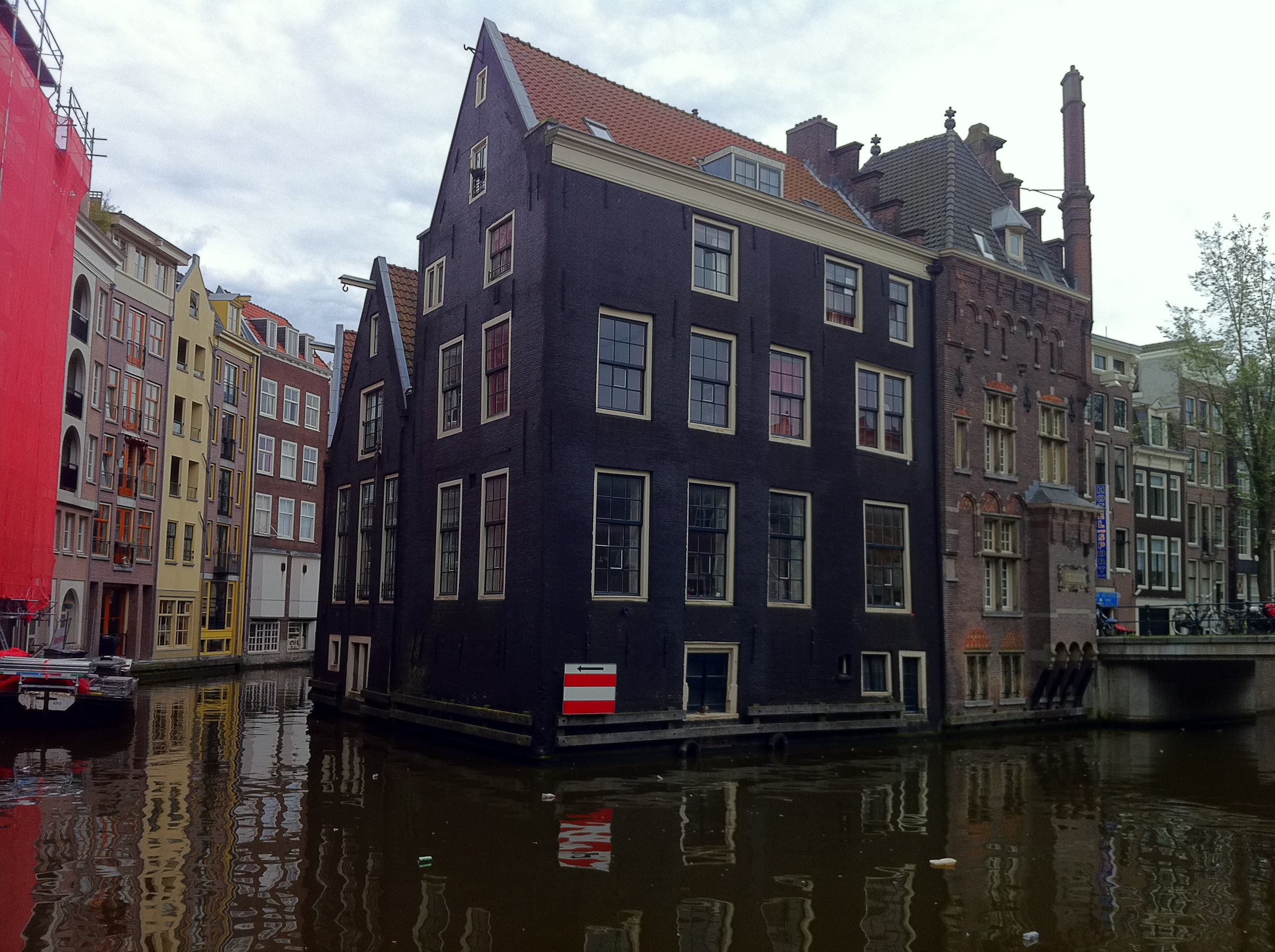
Vredenburgh steekt in het water

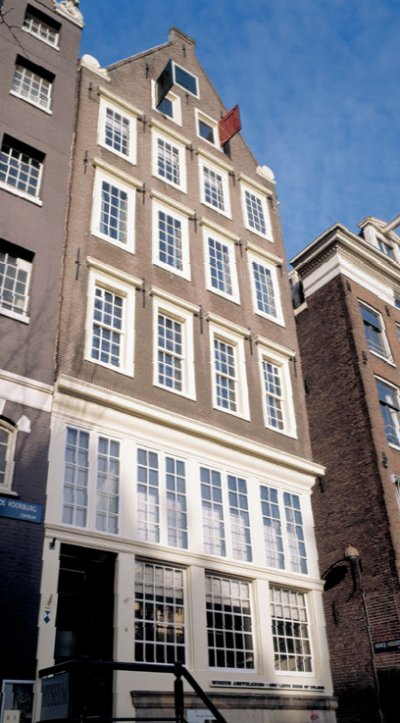
Schuilkerk Het Hert aan de Oudezijds Voorburgwal 40

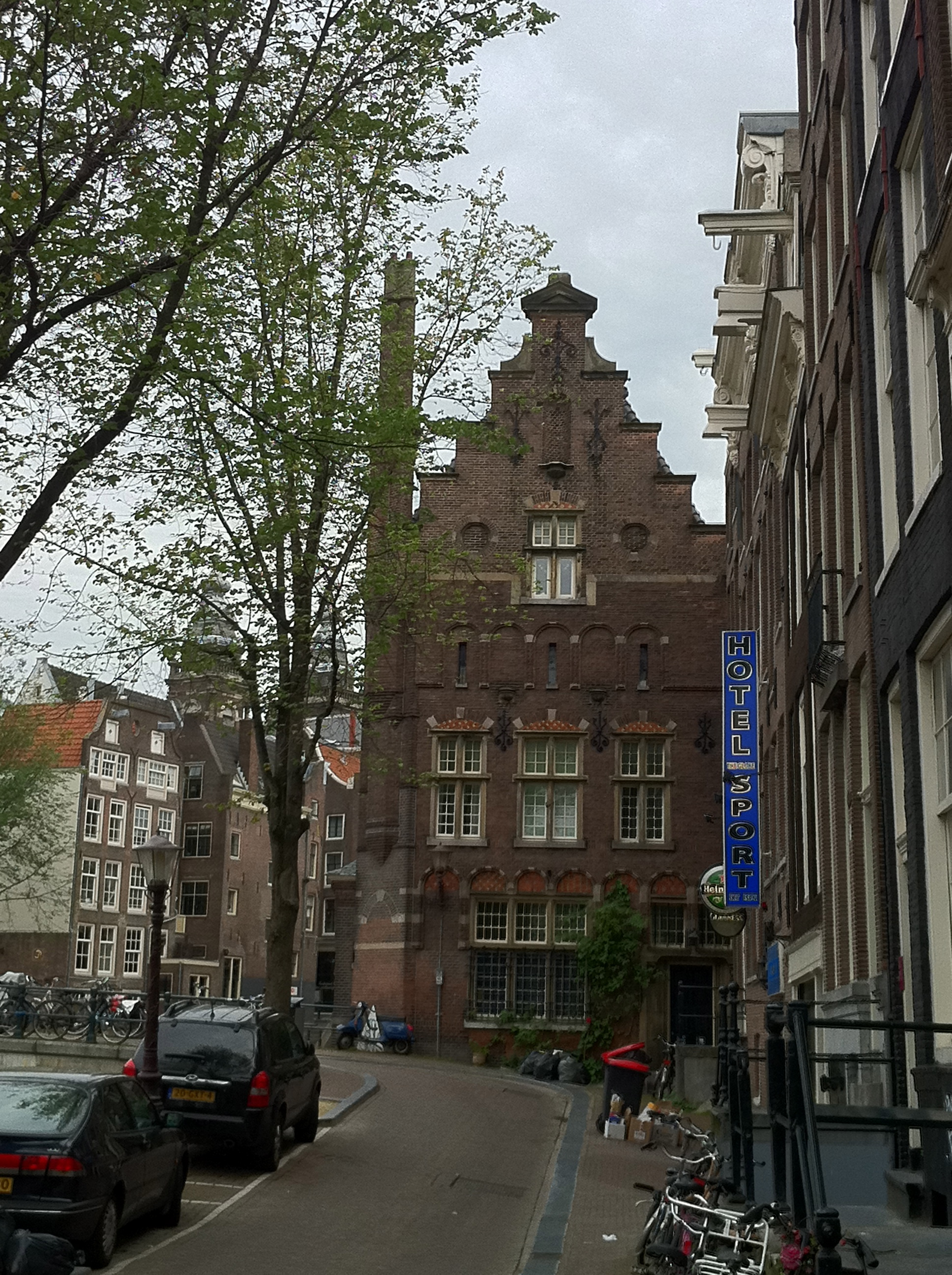
Vredenburgh gezien vanaf de Oudezijds Voorburgwal

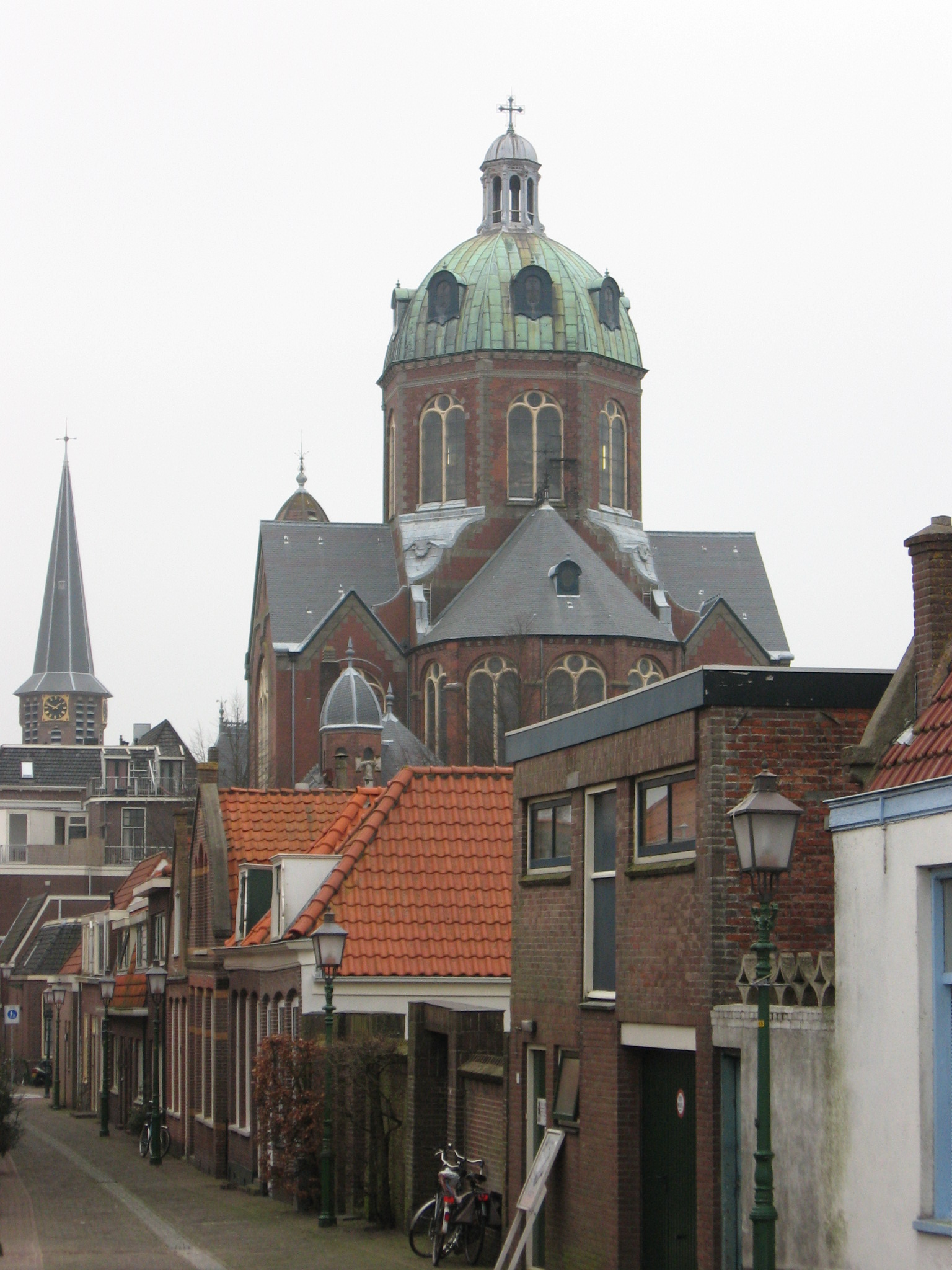
Koepellkerk in Hoorn, de woonplaats van de architect

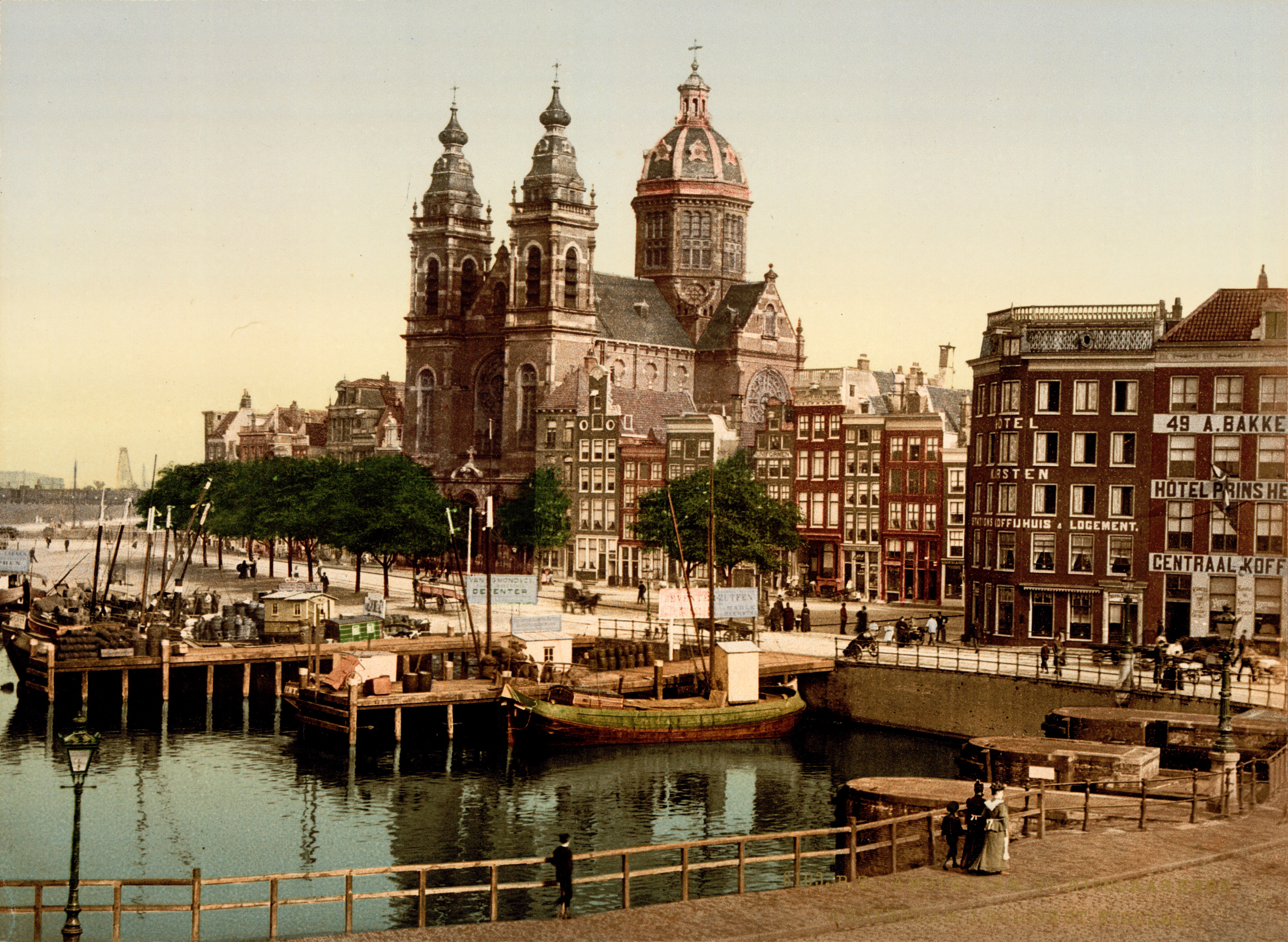
Sint Nicolaaskerk aan de Prins Hendrikkade

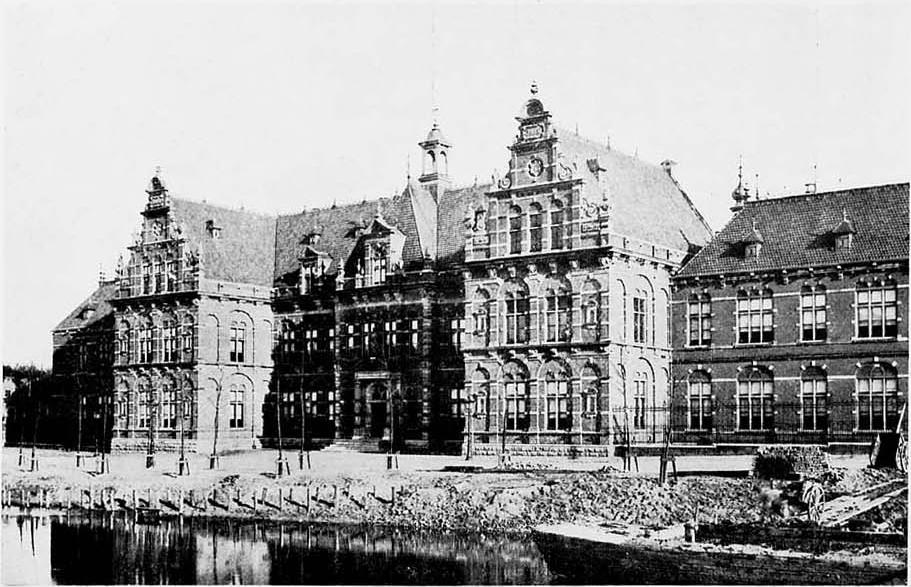
Sint Elisabeth Gesticht aan de Mauritskade

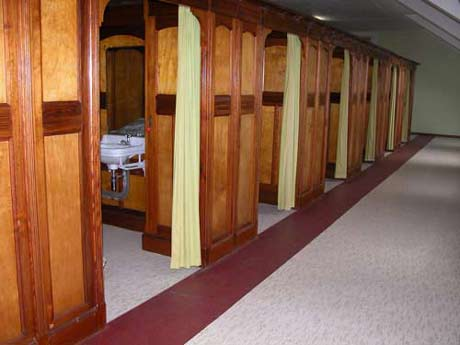
Chambrettes

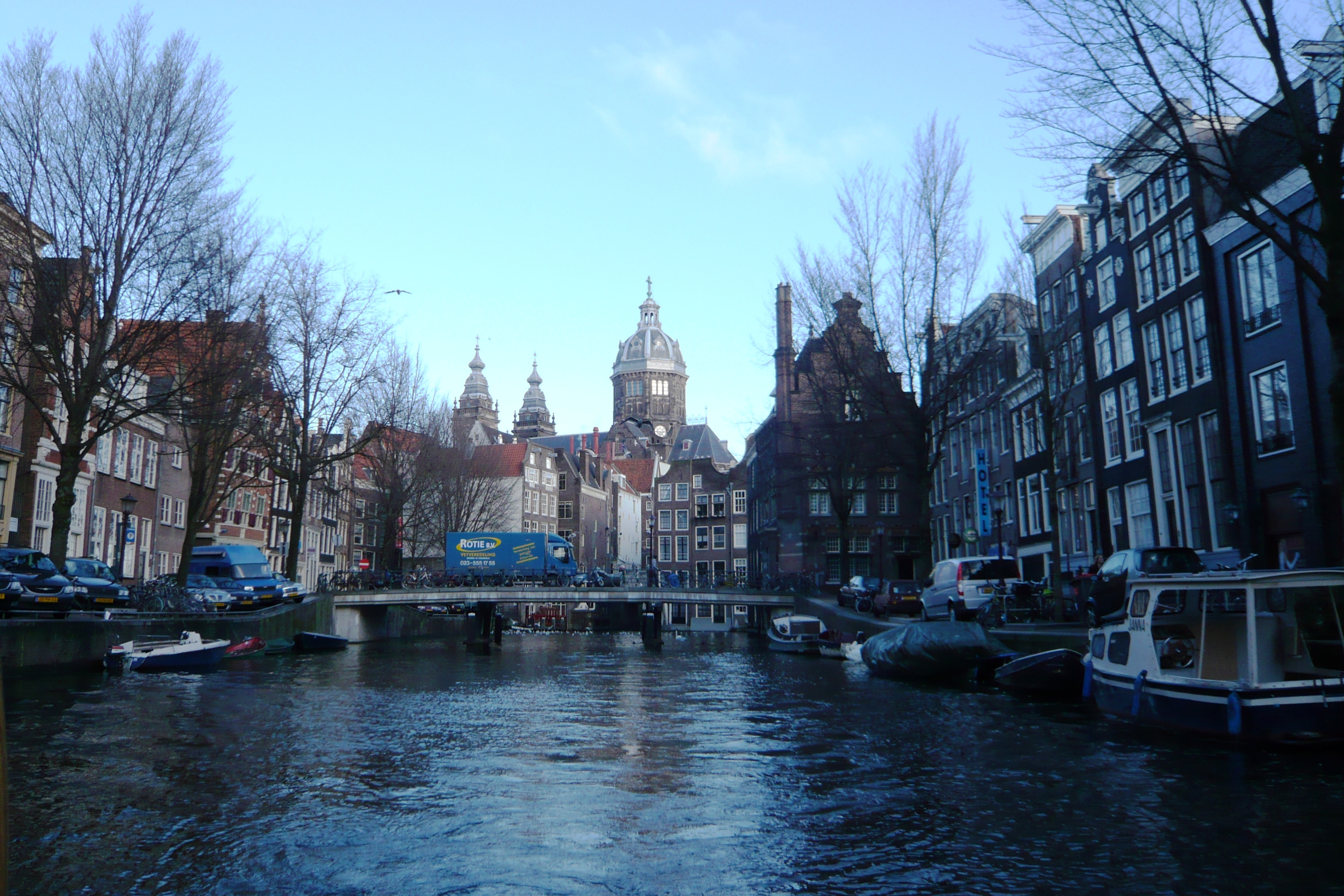
Sint-Nicolaasbasiliek en Vredenburgh samen op de foto

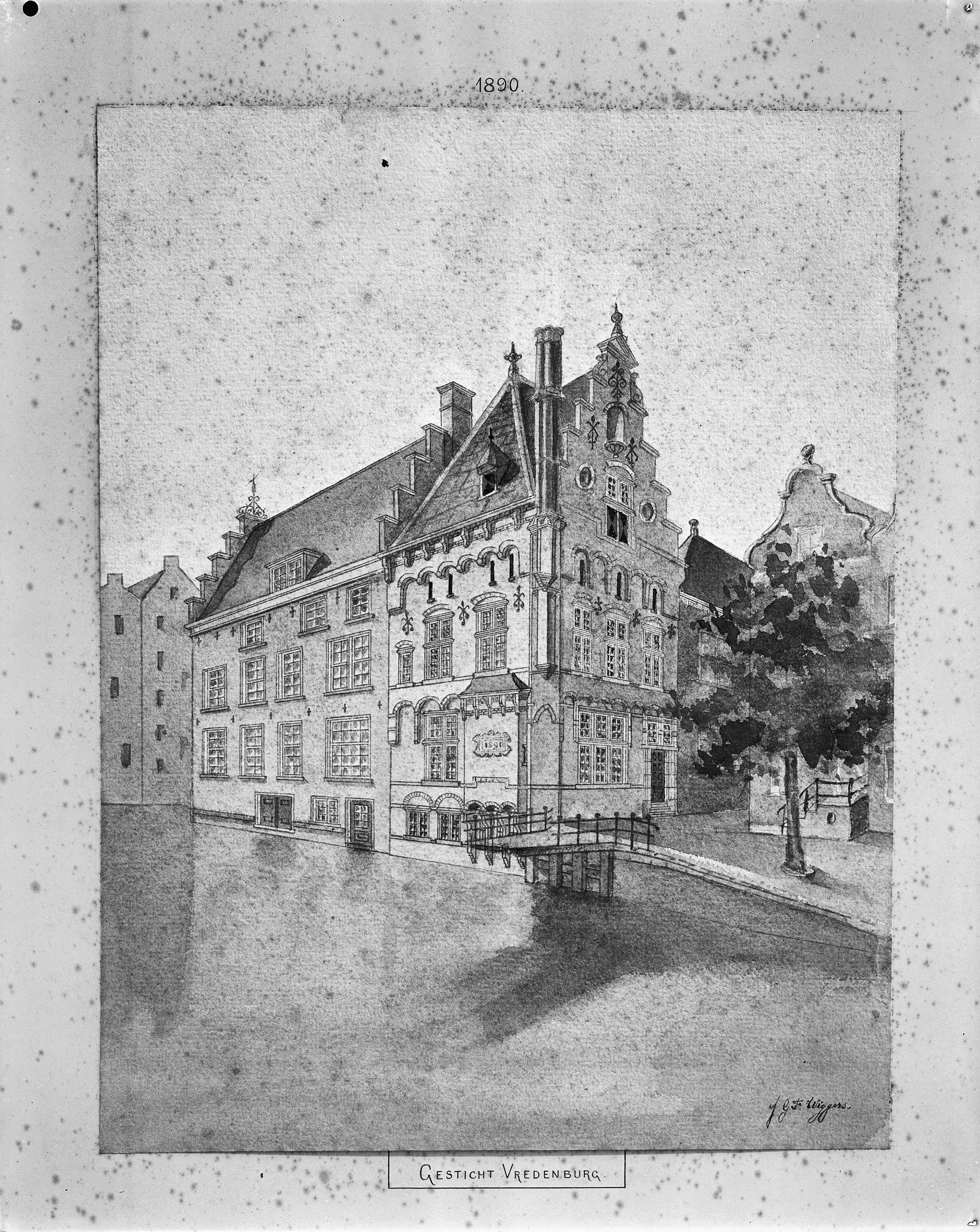
Tekening van A.C. Bleijs, 1890

De Oude Kerk langs de Oudezijds Voorburgwal werd begin 14e eeuw gewijd aan de heilige Nicolaas door de bisschop van Utrecht. Tot de Alteratie in 1578 heette de kerk dan ook de Sint Nicolaaskerk.

## Vroedschap
In die tijd werd de stad bestuurd door een vorm van burgerlijk bestuur, met een belangrijke rol voor de vroedschap: een college van burgemeesters, vooraanstaande burgers die de meeste bestuurders benoemden. De leden van de vroedschap kozen zelf jaarlijks opvolgers voor hun gezelschap (via coöptatie). De schepenen, die belast waren met de rechtspraak, werden benoemd door de stadhouder van Holland.

## Burgemeester
Een van de burgemeesters was Andries Boelens. Tijdens zijn derde burgemeesterschap in 1499 werd hij door de schepenen beboet omdat hij zijn huis te dicht aan de stadsgrachten van het Oudezijds eiland had laten timmeren. Hij sloot een overeenkomst met het gerecht waarbij een boete van zes Vlaamse pond zou volstaan voor deze overtreding van de stedelijke keuren. De helft ervan moest worden bestemd voor de aanleg van een brug voor de burgerij naast het huis, op de plek van de huidige Armbrug. Zo was deze illegale bouw in het voordeel van de burgemeester goedgekeurd.

## Brouwerij
Kort daarop verkocht of verhuurde Boelens het huis aan Sybrant Buyck. Opvolger van Buyck was Wessel Lantsinck alias Wessel de Brouwer. Zijn dochter Neel Wesselsdr trouwde met Cornelis Jacobszn Bam. Als een van de steunpilaren van de orthodoxe Spaansgezinde regering, werd Bam bij de Alteratie van 1578 met de magistraat ‘aan de dijk gezet’ (met andere katholieke regenten per bootje verbannen en afgezet aan de Diemerzeedijk).

## Kerken kwijt
De katholieken raakten hun kerken zoals de Sint Nicolaaskerk aan het Oudekerksplein kwijt aan de protestanten, en waren voortaan aangewezen op huiskamerbijeenkomsten en later schuilkerken zoals het Hert, een schuilkerk op de hoek van de Oudezijds Voorburgwal en de Heintje Hoekssteeg (anno 1666). Een aantal katholieke regentenfamilies mochten echter in minderheid nog wel blijven deelnemen aan het stadsbestuur. Bezit van katholieken werd verder niet onteigend, omdat men de katholieken nog wel in velerlei opzichten nodig had, en er altijd dreiging bleef van katholieke c.q. Spaansgezinde “buurlanden”.

## Verkoop
Cornelisz Bam vestigde zich met zijn gezin te Kalkar. Van daaruit machtigde hij in 1587 zijn schoondochter in Haarlem om zijn panden te Amsterdam te verkopen. Het werd verkocht aan een familie Van Hoorn, die het deels als zoutopslag ging gebruiken.

## Vredenburgh
De brouwerij kwam in het bezit van de Antwerpse koopman Jan le Bruyn. Toen het huis in 1627 bij de executie voor 24.500 gulden werd verkocht, heette het nog steeds Bams brouwerij. Uit een latere periode komt de naam ‘Vredenburgh’. Een van de huizen heeft waarschijnlijk in de zeventiende eeuw dienstgedaan als herberg, die de naam 'Vredenburgh' droeg.

## Schuilkerk
Het bezit bleef door vererving of verkoop binnen de eigen geloofsgemeenschap telkens grotendeels in katholieke handen. De woon- en pakhuizen aan het Oudezijds eiland waren in 1725 in bezit van Gerard Bos van Waveren. Eerder waren die in het bezit van diens schatrijke grootouders. Bos van Waveren verkocht het huis met de naam ‘Vredenburgh’ op 16 juni 1725 aan Ludovicus Josephus Reyniers, de pastoor van schuilkerk 'Het Hert'. Hij kocht 'Vredenburgh' aan met het doel het te slopen en er daar een nieuwe, grotere schuilkerk te vestigen. Een paar dagen vóór de aankoop kreeg het bestuur van de Nederduits Gereformeerde Kerk lucht van de transactie. Men lichtte de vroedschap in. Dat stak op 21 juni 1725 een stokje voor de plannen.

## Oudevrouwenhuis
In 1811 werd de bebouwing op de noordelijke punt van het Oudezijds eiland omschreven als één pand, een woonhuis met vele kamers. Het is niet bekend hoe de verschillende panden één werden. In 1829 betrok Theresia Spijker het gebouw. Zij nam vier arme, rooms-katholieke oude vrouwen bij zich in huis. Zo ontstond feitelijk een rooms-katholiek oudevrouwenhuis. Aanvankelijk waren slechts drie verdiepingen in gebruik als woonruimte van Spijker en voor de huisvesting van de oude vrouwen. Op 22 mei (Eerste Pinksterdag) 1836 ging de instelling officieel open onder de naam Roomsch-Catholyk Burger Oudevrouwenhuis Gesticht Vredenburgh. De daarop volgende jaren breidde het aantal vrouwen uit van acht in 1836 naar veertig in 1861. Er vonden steeds kleine uitbreidingen plaats, ook in het pand. 'Vredenburgh' was langzamerhand door alle kleine verbouwingen en uitbreidingen uitgegroeid tot een onoverzichtelijk geheel van kamers, trappen en gangen. Het was niet de meest praktische omgeving om oude vrouwen te verzorgen.

## Aanpassingen
Adrianus Bleijs kreeg de opdracht een ontwerp te maken voor de verbouwing. Bleijs was een katholieke architect uit Hoorn. In die dagen zocht men niet de architect die het meeste aansprak, maar een architect uit de eigen geloofszuil die het meeste aansprak, of die door geloofsgenoten werd aanbevolen. Bleijs had al menige kerk gebouwd, zoals in Hoorn en Gouda. In Amsterdam hadden de katholieken nog lang gehoopt hun kerken zoals de Oude Kerk terug te krijgen, zoals ook was afgesproken en vastgelegd bij de vorming van het Koninkrijk der Nederlanden in 1814. De protestanten wensten daar in veel gemeenten echter niet aan mee te werken, en de regering ging kerkenbouw subsidiëren om dit enigszins te compenseren.

## Profileringsdrang
Veel katholieken hadden de behoefte om zich om die reden extra te profileren met architectuur, om een lange neus te trekken naar de protestanten. Ze waren in de 16de eeuw in de verdrukking geraakt net toen de kunsten en architectuur bloeiden in grote delen van Europa tijdens en na de Renaissance, en zo werd de kerkelijke architectuur in de Lage Landen eeuwenlang gekenmerkt door een in katholieke ogen zeer sobere bouwstijl. Tot verdriet van de expressiever ingestelde katholieken.

## Bouwstijlen
Vandaar de populariteit van oude bouwstijlen in katholieke kringen: neogotiek, neorenaissance, neoclassicisme, neobarok. Bleijs paste op verzoek van zijn klanten vele stijlen toe. Dit ratjetoe, waarbij je uit verschillende bouwstijlen iets van je gading gebruikt, noem je Eclecticisme. Zowel de Sint-Nicolaaskerk uit 1887 als Vredenburgh uit 1890 hebben om deze reden een uitbundige eclectische bouwstijl, met allerlei invloeden. Bleijs ontwierp in Amsterdam verder nog het Sint Elisabeth Gesticht, aan de rand van de Oosterparkbuurt, waar nu onder meer Hotel Arena is gevestigd.

## Verbouwing en aanbouw
Eerst werd door Bleijs een interne verbouwing ter hand genomen in 1883, waarvan een gevelsteen aan de achterzijde getuigt, onder de letters VB. De oorspronkelijke structuur van het gebouw bleef grotendeels gehandhaafd. Alleen het hoekhuis en de neogotische voorgevel in de steeg werden in 1890 geheel vernieuwd.

## Nis

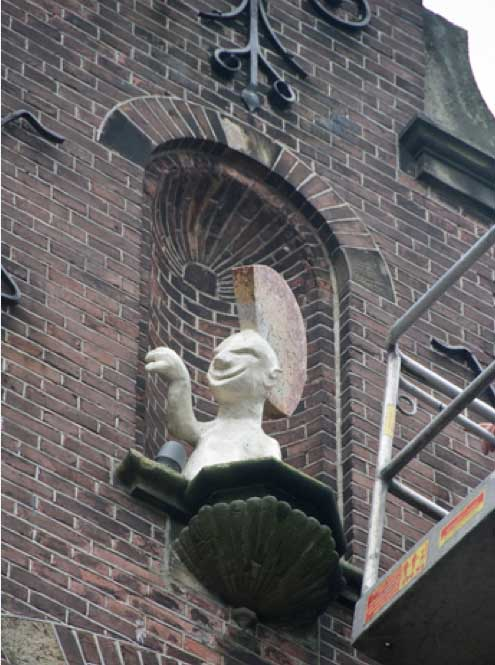
Beeld in nis Vredenburgh van kunstenaar Joris Baudoin

De nis in de voorgevel is een typisch onderdeel van een katholiek bouwwerk. Hier had een beeld moeten komen van de Maagd Maria, een katholieke vorm van heiligenverering die door de protestanten werd verafschuwd. Het is niet bekend waarom er nooit een beeld is gekomen. Vredenburgh was geen officiële katholieke instelling, wellicht was dat de reden om geen heiligenbeeld erin te plaatsen. Misschien werd het ook als te provocerend gezien, misschien was er nog geen geld voor. Inmiddels staan anno 2011 in depots genoeg heiligenbeelden uit gesloopte kerken om hier alsnog een katholiek beeld te plaatsen, maar de bewoners kozen ervoor om een kunstenaar een spookje te laten maken dat refereert aan de kraakgeschiedenis van het pand: een vrolijk mannetje met een hanenkam. De huidige eigenaar Ymere heeft hiervoor groen licht gegeven. Het beeldje is gemaakt door Joris Baudoin en staat sinds 18 september 2011 in de nis.

## 20ste eeuw
In 1929 en 1935 volgden nieuwe verbouwingen, maar de brandweer was al meteen niet tevreden. Naarmate de regelgeving rondom huisvesting en verzorging van ouderen toenam, groeide ook de kloof tussen gewenste en feitelijke situatie en kwamen steeds meer instanties (zoals de GG&GD) met to-do-lijstjes, die niet altijd konden worden opgevolgd. Maar ook de wensen van de bewoners veranderden. Steeds minder mensen namen genoegen met de grote zalen met chambrettes, en het aantal bewoners nam rap af. Oudejaarsdag 1976 viel het doek voor het huis 'Vredenburgh' als oudenvrouwenhuis. Aanpassing van het pand aan de eisen van de tijd was niet meer mogelijk.

## Nieuw-Vredenburgh
Aan de Postjesweg in De Baarsjes kwam pas in 1979 verzorgingstehuis Nieuw-Vredenburgh gereed met maar liefst 128 woonplekken, waar de zorg aan de eisen van de moderne tijd kon voldoen. Na de realisering van het verzorgingshuis Nieuw Vredenburgh is het resterend vermogen overgegaan naar de Theresia Spijkerstichting om zodoende haar naam te eren. Deze stichting is onder meer initiator van woon-zorgcomplex Theresia Spijker, ook aan de Postjesweg. De stichting beheert ook een fonds voor het ondersteunen van projecten voor arme ouderen in de regio Amsterdam en Almere.

## Van der Putte
De panden waren gekocht door makelaar Hoogendorp in maart 1977 voor 750.000 gulden, en doorverkocht aan vastgoedspeculant Ronald van der Putte. Van der Putte hield zich op de Amsterdamse vastgoedmarkt bezig met de aan- en verkoop van panden en de verhuur van woningen, veelal tegen woekerprijzen. Hij had verwacht Vredenburgh snel te kunnen doorverkopen aan een instelling zoals het Leger des Heils (die actief was met hulp aan daklozen en drugsverslaafden in deze buurt, waar genoeg werk voor ze was in die jaren), maar deze zag uiteindelijk af van de aankoop.
Eind jaren zeventig kwam de verzameling van BV’s van Van der Putte, zoals Fossa Amsterdam BV en Quick Steam BV, in de financiële problemen door de dalende vastgoedprijzen, stijgende hypotheekrente en leegstand. Veel leegstaande panden van Van der Putte waren inmiddels gekraakt, zonder zicht op ontruiming. Dat gold vanaf 15 september 1979 ook voor Vredenburgh.

## Onderhandelingen
Hoe spannend het ook was voor de jongeren die Vredenburgh kraakten, tot hun opluchting gaven buurtbewoners hun meteen het gevoel dat ze welkom waren. Ook de politie deed niet moeilijk. De nabijgelegen Zeedijk werd in die tijd geheel overheerst door junks en hard drugs. Daardoor vertrokken in die jaren steeds meer bewoners en bedrijven. Panden werden dichtgespijkerd en dreigden te verkrotten. Gevreesd werd dat het markante complex Vredenburgh eenzelfde lot beschoren zou zijn, totdat de krakende jongeren er hun intrek namen.
Nadat het pand in de maanden daarna weer bewoonbaar was gemaakt, groeide de groep bewoners uit tot 15 mensen. Chambrettes werden uit twee oude slaapzalen van de bejaarden gesloopt, zodat er zelfs repetitieruimtes ontstonden voor dans en theater. Vanaf het begin deden de krakers een beroep op de gemeente om het pand aan te kopen en een bestemming te geven voor wonen en cultuur. De gemeente gaf echter geen antwoord op de verzoeken.

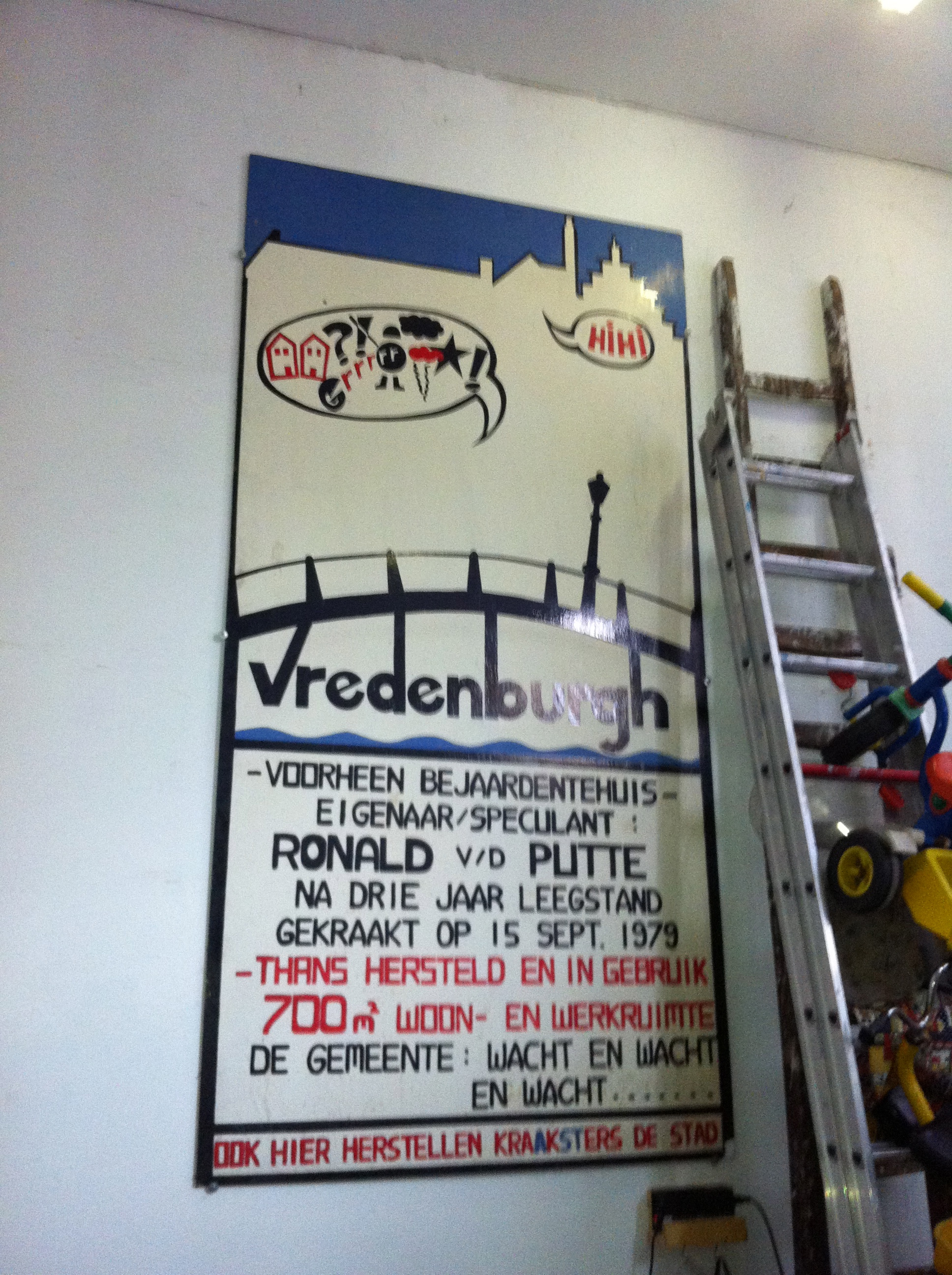
Krakersretoriek uit begin jaren 80, nu entourage van de fietsenstalling

Achter de schermen voerde de gemeente Amsterdam echter besprekingen over de overname van de totale vastgoedportefeuille van Van der Putte. De onderhandelingen over de aankoopsom duurden jarenlang, doordat de banken niet wilden instemmen met de verkoop. Zij hadden meer geld aan Van der Putte uitgeleend dan de gemeente voor al het vastgoed wilde bieden. Krakers van Vredenburgh waren er niet van op de hoogte dat de gemeente over de gehele vastgoedportefeuille van Van der Putte aan het onderhandelen was, en verweten vooral de gemeente de vertraging, zoals te zien is op een protestbord in de fietsenstalling uit begin jaren 80.

## Banken overstag
Uiteindelijk gingen de banken in 1983 overstag uit vrees voor een nog lagere opbrengst van het onderpand bij executoriale verkoop. Andere potentiële kopers dan de gemeente meldden zich niet. Begin 1984 kreeg het Gemeentelijk Woningbedrijf Amsterdam zo circa 600 pas aangekochte woningen en bedrijfsruimten in beheer. Aan de aankoop van de gekraakte panden van Van der Putte, waaronder Vredenburgh, stelde de gemeente wel eerst voorwaarden. Wijs geworden door stroeve onderhandelingen met onwillige krakers bij bijvoorbeeld het Algemeen Handelsbladcomplex aan de Paleisstraat (de gemeente kocht het in 1980 om er volgens de eisen van de krakers betaalbare jongerenhuisvesting van te maken, maar de krakers bleken er vooral gratis en zonder verplichting te willen blijven wonen en werkten bijna nergens aan mee), wilde de gemeente deze panden pas kopen als er met de krakers overeenstemming was bereikt over renovatie, herhuisvesting en er huurcontracten waren getekend. Het Woningbedrijf maakte vervolgens een renovatieplan, waarbij de krakers van Vredenburgh goed meewerkten. Het Woningbedrijf baseerde de plannen op het verbouwingsplan dat de krakers met een architect hadden gemaakt. Na de renovatie zou er een gescheiden deel komen voor bewoning door woongroepen en een apart deel dat (door de deur in de Vredenburgersteeg) toegang gaf tot de studio's en ateliers.

## Renovatieplan
Begin 1986 waren de renovatieplannen van het Woningbedrijf zodanig uitgewerkt dat de peildatum kon worden vastgesteld op 1 februari 1986. De krakers kregen herhuisvesting van de gemeente totdat de renovatie was afgerond. In februari 1987 werd de gemeente definitief eigenaar van Vredenburgh voor 300.000 gulden. De renovatie kostte uiteindelijk 2,6 miljoen gulden. Op 12 november 1987 konden de nieuwe huurders in het gerenoveerde Vredenburgh gaan wonen en werken.

## Eigendom
Het Woningbedrijf werd in 1994 geprivatiseerd in de Stichting Het Woningbedrijf Amsterdam. Tussen 2004 en 2014 fuseerde deze stichting met woningcorporaties in Almere, Amsterdam, Alkmaar, Haarlem,  Haarlemmermeer en Weesp tot de huidige Stichting Ymere, waardoor een van de grootste woningcorporaties van Nederland ontstond. Anno 2015 worden de plekken in de woongroepen verhuurd door deze woningcorporatie. Het woongedeelte wordt bewoond door drie woongroepen van ieder vijf mensen. De bewoners hebben zich verenigd in een bewonersvereniging. Een stichting van de bewoners zonder winstoogmerk zorgt namens Ymere voor de verhuur van de werkruimtes: een dansstudio, een theaterstudio, een muziekstudio, twee ateliers voor beeldend kunstenaars en een ruimte die als kantoorruimte wordt gebruikt voor een theatergroep.